# Hilindrasoniha
Hilindrasoniha is een bestuurslaag in het regentschap Nias Selatan van de provincie Noord-Sumatra, Indonesië. Hilindrasoniha telt 702 inwoners (volkstelling 2010).